# 1914年の政治
1914年の政治（1914ねんのせいじ）では、1914年（大正3年）の政治分野に関する出来事について記述する。

## できごと

### 1月
- 1月10日 - 袁世凱、中華民国国会を解散。
- 1月21日 - ベルリン発ロイター外電[1]がシーメンス社員のカール・リヒテルの裁判で日本海軍将校への贈賄を伝える（シーメンス事件）[2]。
- 1月23日 - 衆議院予算委員会で立憲同志会の島田三郎がシーメンス事件について厳しく追及を開始[2]。

### 2月
- 2月7日 - 藤井光五郎海軍機関少将と沢崎寛猛海軍大佐が検挙、海軍軍法会議に付される。
- 2月10日
  - 立憲同志会・立憲国民党・中正会の野党3党、衆議院に山本内閣弾劾決議案を上程。164対205で否決。
  - 日比谷公園で内閣弾劾国民大会開催。内閣弾劾決議案が否決されたことに反発して、帝国議会議事堂を包囲、構内に入ろうとして官憲と衝突。

### 3月
- 3月1日 - 朝鮮総督府、朝鮮の大規模な自治体の統廃合実施（都市部分は府、農村部分は郡）。
- 3月24日 - 第1次山本内閣総辞職。
- 3月27日 - 徳川家達貴族院議長に大命降下。
- 3月29日 - 徳川家達、大命を拝辞。
- 3月31日 - 清浦奎吾枢密顧問官に大命降下。

### 4月
- 4月2日 - 立憲政友会と立憲国民党が超然内閣反対を採択し野党宣言。
- 4月6日 - 清浦奎吾、海軍が求めていた新艦艇建造計画、予算復活を拒否。海軍は海軍大臣推薦を事実上、拒絶。
- 4月7日 - 清浦奎吾、組閣を断念、大命を拝辞（鰻香内閣）。
- 4月13日 - 大隈重信元首相に大命降下。
- 4月16日 - 第2次大隈内閣成立。

### 5月
- 5月4日 - 第32臨時議会召集。
- 5月11日 - 山本権兵衛前首相及び斎藤実前海相を予備役に編入。
- 5月19日 - 軍法会議、松本和前艦政本部長に懲役3年、追徴金40万9800円、沢崎寛猛大佐に懲役1年、追徴金1万1500円の判決。

### 6月
- 6月20日 - 第33臨時議会召集。

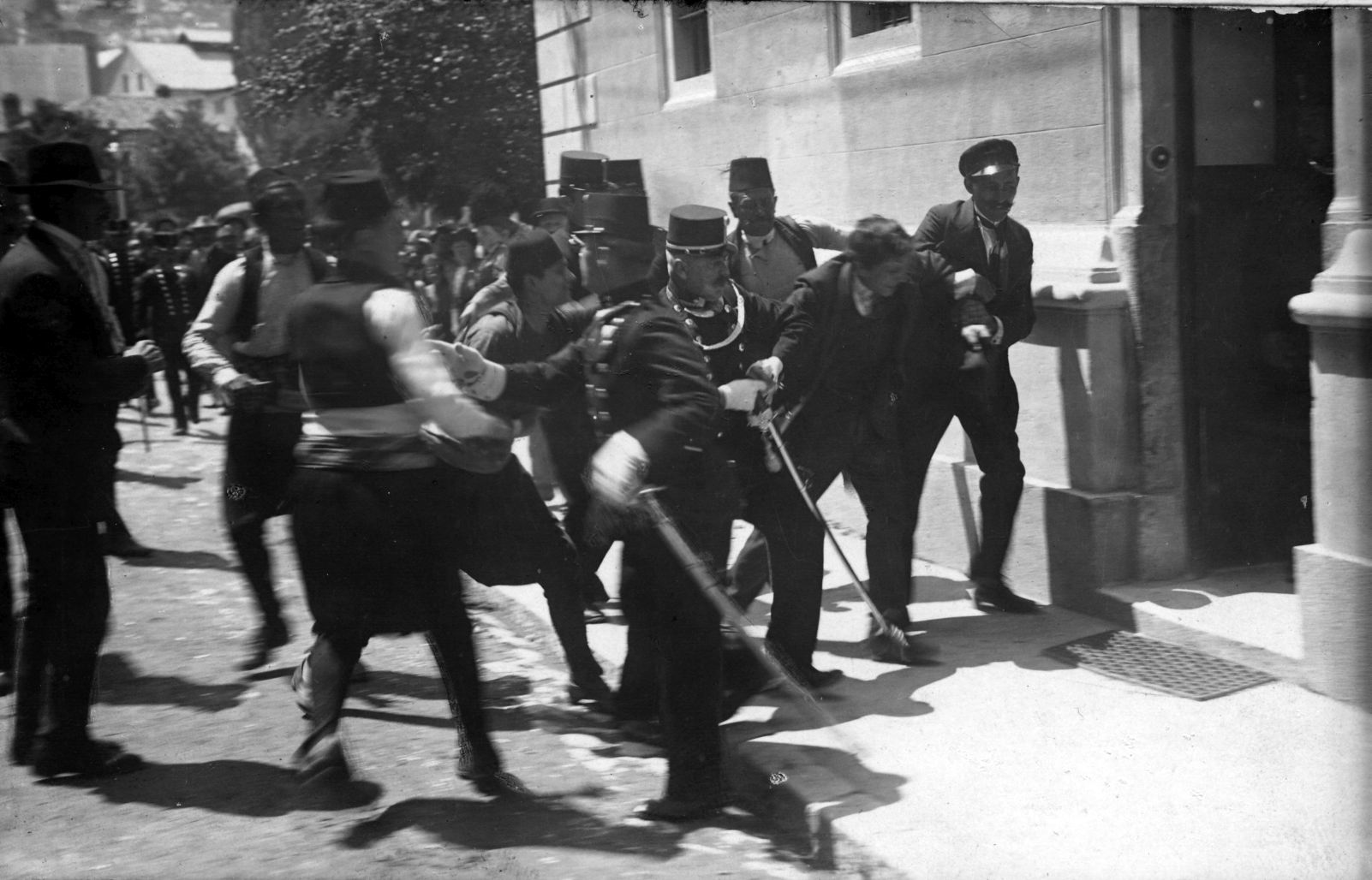
逮捕されるガヴリロ・プリンツィプ

- 6月28日 - ボスニア・ヘルツェゴビナの首都サラエボで、オーストリア＝ハンガリー帝国皇位継承者フランツ・フェルディナント大公が、セルビア人青年ガヴリロ・プリンツィプによって暗殺される（サラエボ事件）。

### 7月
- 7月23日
  - オーストリア・ハンガリー帝国のレオポルト・ベルヒトルト外相、セルビア王国政府に10箇条のオーストリア最後通牒を送付。48時間以内の無条件受け入れを要求。
  - セルビア政府、第5項と第6項の2つの項の一部分を除くすべてに同意。
- 7月25日 - オーストリア政府、セルビア政府の回答不満を理由に国交断絶。
- 7月28日 - オーストリア・ハンガリー帝国、セルビア王国に宣戦布告。第一次世界大戦勃発。
- 7月31日
  - ロシア、総動員令。
  - フランス社会党 (SFIO)の指導者ジャン・ジョーレスが暗殺される。

### 8月
- 8月1日 - ドイツ、総動員令。
- 8月2日 - ドイツ、対露宣戦布告。
- 8月3日 - ドイツ、対仏宣戦布告。
- 8月4日
  - ドイツ帝国軍、シェリーフェン・プランに従い中立国のベルギーに侵攻開始。
  - 英国、対独宣戦布告。
- 8月5日～16日 - リエージュの戦い。
- 8月12日 - 英国が日本の対独参戦に同意。
- 8月15日 - 日本政府、ドイツに対して最後通牒。
- 8月23日
  - 日本、対独宣戦布告。
  - 米国欧州大戦に中立を表明。
  - タンネンベルクの戦い（～9月2日）。以後、東部戦線は膠着する。

### 9月
- 9月2日 - 日本軍、ドイツ租借地の山東省に上陸。
- 9月3日 - 第34臨時議会召集。
- 9月5日～12日 - マルヌ会戦。ドイツ帝国軍のシェリーフェン・プランが挫折、短期決戦から長期戦へと戦局が転換。
- 9月18日 - 英国で第3次アイルランド自治法成立（戦時中は施行延期）。

### 10月
- 10月7日 - 日本軍、ドイツ領南洋諸島を攻略（日独戦争）。
- 10月7日 - 日本軍、山東省の済南を攻略。
- 10月31日
  - 青島の戦い（～11月7日 ）。
  - 第1次イープル会戦（～11月22日 ）。

### 11月
- 11月11日 - オスマン帝国が同盟国側で参戦。
- 11月15日 - 英国が日本政府に対して海軍のダーダネルス海峡への派遣を要請（日本は拒絶）。

### 12月
- 12月5日 - 第35議会召集。
- 12月18日
  - 英国がエジプトを正式に保護国化。
  - デンマーク、ノルウェー、スウェーデンの三国国王が共同中立宣言。